# Хочу к своим
Хочу к своим (укр. Хочу до своїх) — публічна база російських агентів, зрадників і колаборантів, які бажають виїхати до рф в обмін на повернення українців з російської неволі. Спільний державний проєкт  Головного управління розвідки Міністерства оборони України,  Служби безпеки України та Секретаріату Уповноваженого Верховної Ради України з прав людини.

## Цілі проєкту
Першою і головною ціллю проєкту є оприлюднення інформації про засуджених російських агентів, зрадників і колаборантів, що співпрацювали або допомагали російським окупаційним силам у війні проти України. Зазначена інформація буде публікуватися на сайті проєкту – Хочу к своим. Ці громадяни дали згоду і можуть бути обміняні на українських громадян, які перебувають у російському полоні.
Друга ціль – через спеціальну форму на сайті дати можливість громадянам України, які з тієї чи іншої причини досі співпрацюють з ворогом, припинити таку діяльність на визначених умовах.
Третя ціль – також через спеціальну форму на сайті дати можливість громадянам України, які мають якусь інформацію про діяльність ворожих агентів, поділитися нею з проєктом.
Четверта ціль – також через спеціальну форму на сайті допомогти громадянам, які бажають виїхати з України до Росії. Збір заявок з даної форми координують представники Секретаріату Уповноваженого Верховної Ради України з прав людини, що в подальшому, використовуючи отриману інформацію, працюватимуть над поверненням цивільних українців додому.

## Історія
25 липня Координаційний штаб з питань поводження з військовополоненими, в який зокрема входять Головне управління розвідки Міністерства оборони України, Служба безпеки України та Секретаріат Уповноваженого Верховної Ради України з прав людини презентував спільний державний проєкт – «Хочу к своим». 
Ще до офіційної презентації проєкту, під час його роботи у тестовому режимі відбувся перший обмін між Україною та Росією цивільними громадянами. 
За перші десять діб офіційної роботи команда проєкту «Хочу к своим» отримала дестяки звернень по кожній з трьох анкет, опублікованих на офіційному сайті. Зафіксовано понад 200 тисяч переглядів карток колаборантів та понад 25 тисяч унікальних користувачів ресурсів прєкту.